# Đãng Xương
Đãng Xương (chữ Hán giản thể:宕昌縣, chữ Hán giản thể: 宕昌县, bính âm: Dàngchāng Xiàn, âm Hán Việt: Đãng Xương huyện) là một huyện thuộc địa cấp thị Lũng Nam, tỉnh Cam Túc, Cộng hòa Nhân dân Trung Hoa. Huyện Đãng Xương có diện tích 3331 km², dân số năm 2004 là 290.000 người. Mã số hành chính của Đãng Xương là 748500. Chính quyền huyện đóng ở trấn Thành Quan. Về mặt hành chính, huyện Đãng Xương được chia thành 6 trấn, 25hương. 
- trấn (Trung Quốc): Thành Quan, Cáp Đạt Phố, Lý Dương, Quan Đình và Sa Loan.
- Hương: Hà 坞, hương dân tộc Tạng Quan Nga, Kim Mộc, Ngưu Gia, Nam Hà, Bát Lực, Mộc Nhĩ, Lũng Gia, Đại Xá, Hà Gia Bảo, Bá Ky, Cổ Hà, Tướng Đài, Xã Lạp, hương dân tộc Tân Thành, Lâm Giang, Hảo Thê, Hàn Viện, Trúc Viện, Hưng Hóa, Cam Giang Đầu, Tần Dục, Hóa Mã, Tân Trại và Sư Tử.